# Brendon Rodney
Brendon Rodney (né le 9 avril 1992 a Etobicoke, Ontario) est un athlète canadien, spécialiste du sprint.

## Biographie
Le 25 août 2015, il bat son record personnel sur 200 m lors des Championnats du monde à Pékin en 20 s 18.
Le 2 avril 2016, avec l'équipe B du Canada, il établit la meilleure performance de l'année du relais 4 x 100 m en 38 s 11 lors des Florida Relays avec ses coéquipiers Akeem Haynes, Aaron Brown et Andre De Grasse. Le 19 août 2016, il bat le record national du
4 × 100 m avec Aaron Brown, Akeem Haynes et Andre De Grasse, en 37 s 64, médaille de bronze, en mettant fin au record de 1996 de 37 s 69 obtenu également lors des Jeux olympiques vingt ans auparavant.
De nouveau sélectionné avec le relais canadien pour les Jeux olympiques de Tokyo, il s'adjuge la médaille de bronze du relais 4 × 100 mètres aux côtés d'Aaron Brown, Jerome Blake et Andre De Grasse. À la suite de la suspension pour dopage de Chinjindu Ujah et de la disqualification du relais britannique, l'équipe canadienne récupère la médaille d'argent.
Le 23 juillet 2022, il remporte la médaille d'or du relais 4 × 100 m des championnats du monde 2022, à Eugene, en compagnie d'Aaron Brown, Jerome Blake et Andre De Grasse, dans le temps de 37 s 48, nouveau record du Canada.

## Palmarès
| Date | Compétition               | Lieu           | Résultat | Épreuve   | Temps         |
| ---- | ------------------------- | -------------- | -------- | --------- | ------------- |
| 2013 | Universiade               | Kazan          | 1er      | 4 x 400 m | 3 min 05 s 26 |
| 2015 | Championnats du monde     | Pékin          | 3e       | 4 × 100 m | 38 s 13       |
| 2016 | Jeux olympiques           | Rio de Janeiro | 3e       | 4 × 100 m | 37 s 64       |
| 2017 | Relais mondiaux de l'IAAF | Nassau         | finale   | 4 x 100 m | DNF           |
| 2017 | Relais mondiaux de l'IAAF | Nassau         | 1er      | 4 x 200 m | 1 min 19 s 42 |
| 2017 | Championnats du monde     | Londres        | 6e       | 4 x 100 m | 38 s 59       |
| 2021 | Jeux olympiques           | Tokyo          | 2e       | 4 × 100 m | 37 s 70       |
| 2022 | Championnats du monde     | Eugene         | 1er      | 4 × 100 m | 37 s 48       |
| 2024 | Relais mondiaux           | Nassau         | 2e       | 4 × 100 m | 37 s 89       |
| 2024 | Jeux olympiques           | Paris          | 1er      | 4 × 100 m | 37 s 50       |

## Records
| Épreuve | Temps              | Lieu     | Date            |
| ------- | ------------------ | -------- | --------------- |
| 100 m   | 10 s 17 (+1,2 m/s) | Kingston | 25 mars 2023    |
| 200 m   | 19 s 96 (+1,1 m/s) | Edmonton | 10 juillet 2016 |